# En amerikansk varulv i Paris
En amerikansk varulv i Paris är en nederländsk/luxemburgsk/brittisk/amerikansk skräckfilm från 1997, regisserad av Anthony Waller. Den är en uppföljare till John Landis klassiska skräckfilm En amerikansk varulv i London från 1981.

## Handling
En grupp amerikanska studenter är på resa i Frankrike. I Paris träffar de på en fransyska som de räddar livet på. Vad de inte vet är att hon är en så kallade loup-garou, det vill säga varulv.

## Om filmen
Filmen hade svensk premiär den 22 maj 1998

## Rollista
| Tom Everett Scott     | – Andy McDermott          |
| Julie Delpy           | – Serafine Pigot          |
| Vince Vieluf          | – Brad                    |
| Phil Buckman          | – Chris                   |
| Julie Bowen           | – Amy Finch               |
| Pierre Cosso          | – Claude                  |
| Thierry Lhermitte     | – Dr. Thierry Pigot       |
| Tom Novembre          | – Inspector LeDuc         |
| Maria Machado         | – Chief Bonnet            |
| Ben Salem Bouabdallah | – Detective Ben Bou       |
| Serge Basso           | – Officer with Flashlight |